# 磷酸银

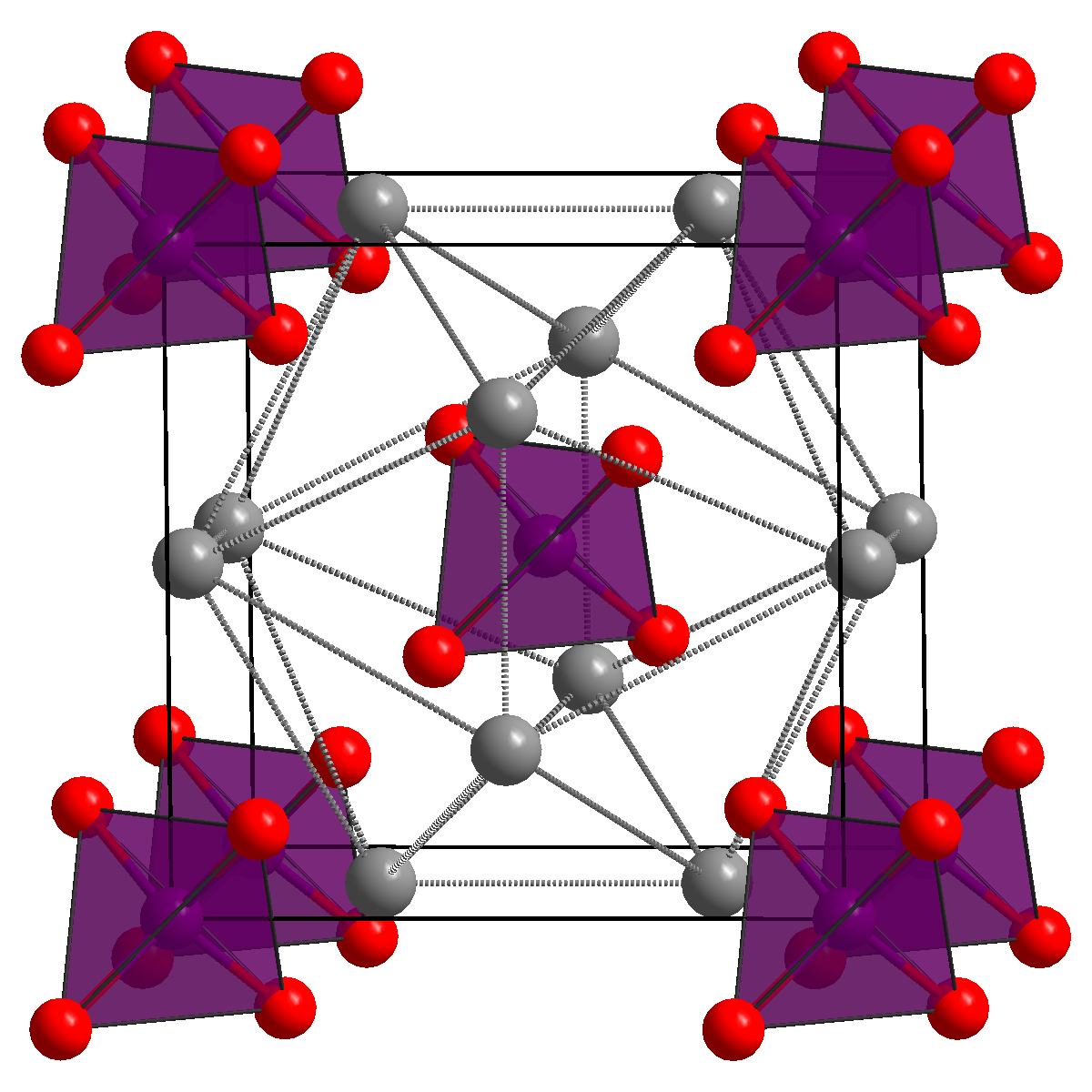

磷酸银，或正磷酸银，原磷酸银，是对光敏感的，黄色的，不溶于水的化合物，由银和磷酸根离子组成，化学式为Ag3PO4或Ag3O4P 

## 合成，反应和特性
磷酸银作为一种黄色沉淀，可由可溶性银化合物（如硝酸银）与可溶性磷酸盐的反应制备。它的溶度积为8.89×10−17 mol4dm−12。这个反应沉淀非常显著，可用于定性或定量检测磷酸盐。
该化合物溶于硝酸或氨。随着磷酸银氨溶液中的氨逐渐消失，它也可以形成大的晶体；该反应可用于磷酸根离子的定量分析。根据不同晶形的磷酸银的准备方法，可以产生出相同的晶格结构。

## 用途
磷酸银沉淀不仅在分析化学中有重要地位，它也被用在银染生物材料上（之后将银还原）—作为磷酸盐的指示。
在早期摄影中，磷酸银也被发现可以作为一种光敏剂使用。
在2010年，有报告称，作为可见光分解水中的光催化剂，磷酸银具有高量子产率（90％），也可用于以相同方法生产活性氧。
磷酸银也是一种潜在的材料，可将银离子的抗菌性能加入其他材料。

## 其他银的磷酸盐
焦磷酸银（Ag4P2O7）（CAS号：13465-97-9）可由银(I)和焦磷酸根离子生成沉淀制得。就像磷酸银一样，它对光敏感。磷酸银暴露在光线下会变成红色。密度为5.306g/cm3，熔点为585 °C.水合物也存在，分解温度为110 °C.
偏磷酸银（AgPO3）（CAS号：13465-96-8）是一种白色固体，密度为6.370g/cm3，熔点为482 °C。水合物也存在，分解温度为240 °C。